# Cratere Swift (Luna)
Swift è un cratere lunare di 10,06 km situato nella parte nord-orientale della faccia visibile della Luna.
Il cratere è dedicato all'astronomo statunitense Lewis Swift.

Il cratere con le strutture vicine in formato selenocromatico